# Claude Ducher
Pour les articles homonymes, voir Ducher.
Claude Ducher, né le 21 octobre 1832 à Cormatin (Saône-et-Loire) et mort le 21 août 1909 à Thoissey (Ain), est un homme politique français.

## Biographie
Médecin, il s'installe en 1858 à Thoissey. Maire de Thoissey et conseiller général en 1871, il est député de l'Ain de 1885 à 1889, siégeant à gauche.

## Sources
- « Claude Ducher », dans Adolphe Robert et Gaston Cougny, Dictionnaire des parlementaires français, Edgar Bourloton, 1889-1891 [détail de l’édition]
- « Claude Ducher », dans le Dictionnaire des parlementaires français (1889-1940), sous la direction de Jean Jolly, PUF, 1960 [détail de l’édition]